# Cascades Sipi
Les cascades Sipi són una sèrie de tres cascades a l'est d'Uganda, al districte de Kapchorwa, al nord-est de Sironko i Mbale. Les cascades es troben a la vora del Parc Nacional del Mont Elgon, a prop de la frontera de Kenya.
L'àrea de les cascades Sipi és el punt de partida per a moltes excursions cap al mont Elgon. La ruta més popular comença a Budadiri i segueix el camí de Sasa fins al cim del mont i després baixa pel camí de Sipi cap a les cascades. Les excursions al voltant de les cascades ofereixen vistes impressionants de les planes de Karamoja, el llac Kyoga i els vessants del mont Elgon. Les persones poden organitzar viatges a través de l'Uganda Wildlife Authority (UWA) o dels operadors privats locals.
Hi ha diversos allotjaments i zones d'acampada que ofereixen un rang d'allotjaments per a tots els pressupostos. Amb un clima més fresc que la major part del país, les cascades Sipi és un lloc bonic per relaxar-se.
Al peu del mont Elgon, s'ofereix una sèrie d'activitats alternatives a les activitats principals del riu a Jinja i els seus voltants. Rob's Rolling Rock ofereix un ràpel a 100 metres al costat de la cascada principal, així com l'escalada per 14 rutes de diferents graus de dificultat. Altres activitats inclouen senderisme per la zona i la visita de les cascades.
El riu Sipi rep el nom del «sep», una planta autòctona que creix a la vora del riu que és semblant a un tipus de plàtan silvestre, El sep és una planta medicinal que s'utilitza per tractar el xarampió i la febre.
L'àrea de les cascades Sipi és particularment famosa pel cafè Bugisu Arabica que es conrea localment. El Bugisu Arabica només creix a una altitud d'entre 1.600 i 1.900 metres. Les visites al cafè (Cofee Tour) s'organitzen a través de guies amb coneixements sobre cafè, el seu processament i el torrat. Els beneficis obtinguts van cap als projectes comunitaris.